# Hårslev Sogn (Næstved Kommune)
Hårslev Sogn 
ist eine Kirchspielsgemeinde (dän.: Sogn)
auf der Insel Sjælland im südlichen Dänemark.
Bis 1970 gehörte sie zur Harde Vester Flakkebjerg Herred im damaligen Sorø Amt, danach zur Fuglebjerg Kommune im Vestsjællands Amt, die im Zuge der  Kommunalreform zum 1. Januar 2007 in der Næstved Kommune in der Region Sjælland aufgegangen ist.
Im Kirchspiel leben 771 Einwohner (Stand: 1. Januar 2023).
Im Kirchspiel liegt die Kirche „Hårslev Kirke“.
Nachbargemeinden sind im Norden Ting Jellinge Sogn, im Nordosten Krummerup Sogn, im Osten Førslev Sogn, im Südosten Kvislemark Sogn und im Süden Fyrendal Sogn, ferner in der benachbarten Slagelse Kommune im Südwesten Venslev Sogn und im Westen Hyllested Sogn.